# André Heim
André Heim (26 aprile 1998) è un hockeista su ghiaccio svizzero.

## Palmarès
- Campionato svizzero: 1

Berna: 2018-19
- Coppa di Svizzera: 1

Berna: 2020-21
- Coppa Spengler: 1

Ambrì-Piotta: 2022